# الأمن الوطني (مصر)
قطاع الأمن الوطني المصري قطاع تم إنشاءه بوزارة الداخلية المصرية باسم قطاع الأمن الوطني يختص بالحفاظ على الأمن الوطني والتعاون مع أجهزة الدولة المعنية لحماية وسلامة الجبهة الداخلية ومكافحة الإرهاب، وذلك وفقا لأحكام الدستور المصري والقانون المصري ومبادئ حقوق الإنسان وحريته.

## التاريخ
جهاز مباحث أمن الدولة كان أحد الأجهزة الأمنية في مصر إلى غاية حله في 15 مارس 2011 من طرف وزير الداخلية السابق منصور العيسوي وحل محله جهاز جديد هو الأمن الوطني.
في عام 1913 وفي ظل الاحتلال الإنكليزي لمصر تم إنشاء جهاز للأمن السياسي، لتتبع الوطنيين والقضاء على مقاومتهم للاحتلال، سمي «قسم المخصوص»، ويعد أقدم جهاز من نوعه في الشرق الأوسط. وقد استعان الإنكليز في إنشائه ببعض ضباط البوليس المصري، وتولى ادارته لأول مرة اللواء سليم زكي حكمدار القاهرة، الذي كان مقرباً من المحتل. وبعد توقيع معاهدة 1936 تشكلت إدارتان للقلم السياسي، واحدة للقاهرة والأخرى للإسكندرية، بالإضافة إلى 'قسم مخصوص' يتبع السراي مباشرة، ويرأسه قائد البوليس الملكي، ولم يكن لوزارة الداخلية أية ولاية على هذا القسم، حيث كان قائده يتلقى أوامره مباشرة من الملك.
وعلى الرغم من التغيرات الجذرية العميقة التي قامت بها ثورة 23 يوليو في شتى مناحي الحياة المصرية، إلا أنه، وهو الأمر المذهل، ظل كثيراً من آليات عمل القلم المخصوص مستمرة، واعتنقها الجهاز النظير الذي أقامته حكومة الثورة في آب/ أغسطس 1952 تحت اسم 'المباحث العامة'، ثم أعاد أنور السادات بعد انفراده بالحكم تسميته 'بمباحث أمن الدولة'، ثم تغيرت لافتته إلى ' قطاع مباحث أمن الدولة'، وأخيراً سمى 'جهاز أمن الدولة'. ظلت وظيفة ومهام رجل أمن الدولة من دون تغيير يذكر في كل العصور واستمرت آليات عمله من دون تغيير يذكر،
وصار تقليداً معتمداً في الدولة المصرية أن قيادات أمن الدولة عندما تنهي عملها بجهاز أمن الدولة تنتقل لتولى مناصب سياسية مهمة كوزراء ومحافظين ورؤساء هيئات ومصالح حكومية. فقد تولى وزارة الداخلية من أبناء جهاز أمن الدولة اللواء عبد العظيم فهمى، وممدوح سالم (وزيراً للداخلية ثم رئيسا للوزراء) وسيد فهمي، وحسن أبوباشا، وأحمد رشدي، وحبيب العادلي.
اتهم معارضون لنظام مبارك الجهاز بأنه يعمل على قمع ووأد أي تحرك شعبي ضد النظام، ويعمل على إلهاء الشعب المصري عن الحياة السياسية منذ عهد الرئيس السابق محمد حسني مبارك، وكذلك كان من مهامه حماية الشخصيات العامة في مصر من الاغتيالات مع وضع الأولوية لتنفيذ ما سبق دون الاهتمام بحقوق المواطنين المصريين وحرياتهم وخصوصياتهم.
كما أن العاملين في جهاز مباحث أمن الدولة يرشح بعضهم للمناصب الأمنية في مصر كرئاسة وزارة الداخلية بالإضافة إلى أن ضباط مباحث أمن الدولة يتمتعون بمميزات مادية ومعنوية عن غيرهم من ضباط الشرطة.

## التعذيب في أمن الدولة

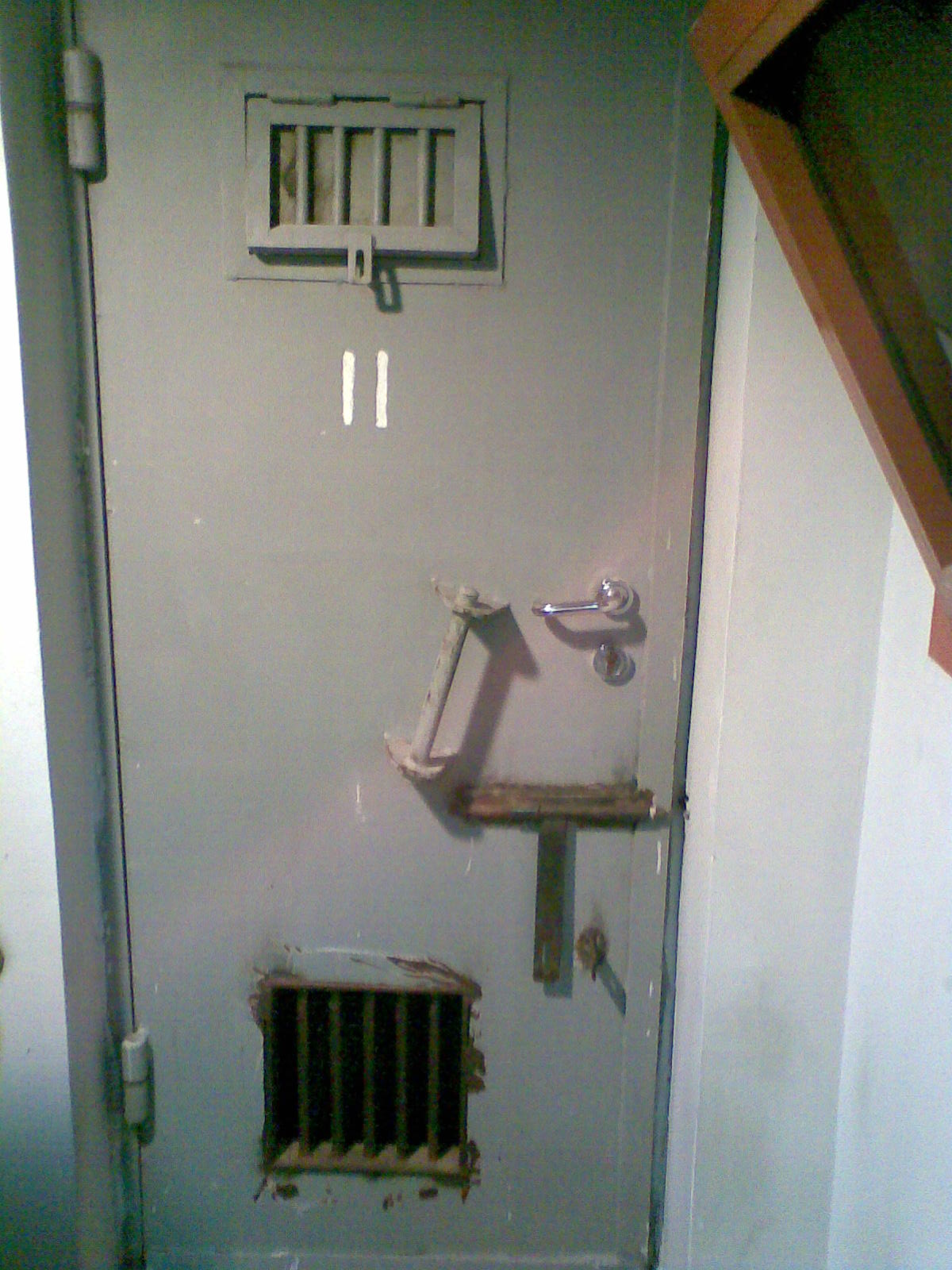
زنزانة تحت الأرض صُوّرت أثناء اقتحام مباحث أمن الدولة سنة 2011

التعذيب أمر منهجي في هذا الجهاز القمعي، وكل مكاتب أمن الدولة بها أماكن وأدوات للتعذيب ولا تخضع لأي تفتيش أو رقابة، وربما يصل التعذيب إلى حد القتل،
قد ذكر المئات من المعتقلين السابقين من قبل جهاز أمن الدولة حدوث تجاوزات شديدة بحقهم، من إهانات وضرب، واعتداءات جنسية وصعق بالكهرباء وإطفاء السجائر في جميع أنحاء الجسد، الضغط على المعتقلين ليعترفوا بأشياء لم يرتكبوها. أكدت هذه الأخبار أن التعذيب يستخدم بشكل أساسي وعلى نطاق واسع كل المعتقلين الخارجين من السجون ومن تحقيقات أمن الدولة مما يجعل من الصعب تكذيبها نظرا للسمعة السيئة التي يتمتع بها الجهاز في مصر.
يذكر ان آخر وأشهر ضحايا جهاز امن الدولة هو المواطن / سيد بلال من الإسكندرية الذي قتل من التعذيب الذي تعرض له وتم تسجيل وجود إصابات وكدمات وحروق وآثار صعق بالكهرباء على أنحاء متفرقة من جثته.
و طالب ثوار 25 يناير بالغاء هذا الجهاز أو إعادة هيكلته ودمجه مع المخابرات العامة المصرية في وزارة واحدة للأمن القومى.
في يوم 4 مارس 2011 تم اقتحام مقر امن الدولة بالإسكندرية بمبنى الفراعنة والعثور على وثائق ومستندات مفرومة ومحروقة.
في يوم 5 مارس 2011 تم اقتحام المقر الرئيسى لمباحث امن الدولة بمدينة نصر والعثور على وثائق ومستندات مفرومة ومحروقة.

## مدراء مباحث أمن الدولة
- اللواء حبيب العادلي (أصبح وزير الداخلية فيما بعد)
- اللواء هاني العزبي (ترك المنصب أثر محاولة اغتيال مبارك في بورسعيد من قبل مسجل جنائي)
- اللواء صلاح سلامة (أصبح محافظا لكفر الشيخ).
- اللواء احمد العادلي.
- اللواء حسن عبد الرحمن.
- اللواء هشام عبد الفتاح محمود غيدة. (منذ فبراير 2011)
- اللواء أكرم عبدالعزيز
- اللواء [عادل جعفر]

## أبرز رؤساء الأمن الوطني
- اللواء حامد عبد الله
- اللواء مجدي عبد الغفار
- اللواء خالد ثروت
- اللواء صلاح فتحي حجازي
- اللواء محمود شعراوي
- اللواء محمود توفيق
- اللواء عادل جعفر
- اللواء أشرف رياض

## الجهات التابعة
- قوات مكافحة الإرهاب

## في الإعلام
- فيلم الإرهابي بطولة عادل إمام - صلاح ذو الفقار - مديحة يسري.
- فيلم الإرهاب بطولة نادية الجندي - فاروق الفيشاوي - صلاح قابيل.
- مسلسل رحيم بطولة ياسر جلال - محمد رياض.
- مسلسل الاختيار 2 بطولة كريم عبد العزيز - أحمد مكي.